# Henderson Hill
Der Henderson Hill ist ein rund 700 m hoher und unvereister Hügel im ostantarktischen Viktorialand. Er ragt 1,3 km nordöstlich des Mount Falconer an der Nordseite des Taylor Valley auf.
Der Hügel ist erstmals auf einer Landkarte verzeichnet, die bei einer von 1965 bis 1966 dauernden Kampagne der neuseeländischen Victoria University’s Antarctic Expeditions entstanden. Namensgeber ist vermutlich der Zoologe Robert A. Henderson, der an dieser Forschungsreise beteiligt war.